# MODERN VISION (原田真二の曲)
「MODERN VISION」（モダン・ヴィジョン）は、1984年3月21日にリリースされた原田真二&クライシスの曲で、原田真二通算16作目のシングル。

## 解説
- アルバム『MODERN VISION』と同時発売された本作はトヨタ・セリカのCMソングに使用された。
- アルバム収録の同曲は「MODERN VISION　ACT II」と表記され、シングル曲よりロング・バージョンとなっている。
- イントロのデジタルなシンセは、カメラの連写シャッター音をイメージしたものである。
- 原田主催のチャリティライブイベント「鎮守の杜コンサート」では和太鼓とコラボする他、近年のバンド形式のライブでは定番曲でもある。
- B面の「Danger Man」は、現在オリジナル・アルバムに未収録・未CD化。
- "Danger Man"とはサラリーマンのことであり、間奏で自らが演じるサラリーマンのコント風台詞が導入されたり、コミカルタッチで描いたサラリーマンへのメッセージ応援歌でもあった。

## 収録曲
両曲　作詞・作曲・編曲：原田真二
1. MODERN VISION（4分18秒）
2. Danger Man　（4分29秒）

## ミュージシャン
- Guitar & Keyboards：原田真二
- Drums：古田たかし
- Bass：有賀啓雄
- Keyboards & Sax：太田美知彦

## 関連収録商品
- 1995年 Best Songs　（リメイク）
- 2003年 GOLDEN☆BEST 原田真二 Legendary Hits 80's
- 2007年 Feel Free　（リメイク）